# Crngrob
Crngrob est un village de la commune slovène de Škofja Loka. Il est connu pour la fresque réalisée en 1460 sur la façade de son église par Maître Bolfang.